# Conotrachelus juglandis
Conotrachelus juglandis (ang. Butternut Curculio) – gatunek chrząszcza z rodziny ryjkowcowatych.

## Zasięg występowania
Występuje we wschodniej część Ameryki Północnej od Ontario i Wisconsin na północy po Teksas na południu, oraz od Georgi na wschodzie po Nebraskę na zachodzie.

## Budowa ciała
Osiąga 5,9 - 7,1 mm długości ciała.

## Biologia i ekologia
Żeruje na drzewach z rodzaju orzech.